# Кандидус, Мозес
Мозес Энокела Кандидус (англ. Moses Enokela Candidus; род. 11 июля 2002) —  нигерийский футболист, полузащитник клуба «Нораванк». Обладатель Кубка Армении.

## Карьера

### «Фремад Амагер»
В июле 2021 года перешёл из любительского клуба «Виста» в датский «Фремад». Дебютировал в Первом дивизионе Дании 18 августа 2021 года в матче с «Люнгбю». В Кубке Дании сыграл в матче первого круга с БК «Виктория». 

### «Нораванк»
В марте 2022 года стал игроком «Нораванка». Дебютировал в Премьер-лиге 6 апреля 2022 года в матче с «Алашкертом». Вышел на поле в финале Кубка Армении 2021/22, заменив Шуаибу Ибрахима на 85-й минуте. 